# Virtual Springfield
Virtual Springfield è un videogioco ispirato alla serie animata I Simpson. Si tratta di una avventura grafica con visuale in prima persona, e dotato di un sistema di gioco simile a quello di Myst.